# Häxprocessen i Ockelbo
Häxprocessen i Ockelbo ägde rum år 1675 i Ockelbo under det stora oväsendet.
Den resulterade i att 69 personer anklagades för häxeri och 35 personer dömdes till döden, av vilka fjorton avrättades; ytterligare 23 blev piskade. Det var den sjätte största häxprocessen under det stora oväsendet räknat till antalet avrättningar; efter Torsåker, Härnösand-Säbrå, Mora, Gävle och Hamrånge.

## Historik

### Bakgrund
Under 1673 förekom en del defamationsmål i Ockelbo om ärekränkning genom ryktesspridning om trolldom. År 1674 uppkom beskyllningar mot kvinnor som påstods röva bort barn till Blåkulla. I juni år 1674 uppgav kyrkoherde Tybelius att häxhysterin hade fått fäste i Ockelbo och bad framgångsrikt häradstinget att få börja hålla förhör.  

### Anklagelser
Pigan Chierstin Persdotter berättade att hon blivit bortförd av Lars Erssons änka Karin baklänges på en brun häst med ett antal andra barn från Säbyggeby till Blåkulla, där de dansade till långspel av en kvinna. Andra gånger hade hon tvingats löpa gatlopp i Blåkulla medan häxorna piskade henne med levande ormar; djävulen låg under bordet i skepnad av en hund medan människorna dansade till takten av hans svans, samtidigt som häxor stod på bordet upp och ned som ljusstakar med ljus mellan benen. Han utpekade fler personer. 
Kristin och Joen Olssons barn Ingebohr 8 år och Olle 6 år anklagade Hans Perssons hustru Giölug för att ha fört bort dem på hästar, stänger och deras morfar genom fönstren, väggen och skorstenen.
Drängen Anders Jöransson kände sig alltid stel på morgonen och trodde att orsaken var för att häxorna använt sig av hans kropp som fordon på deras färd till Blåkulla under nätterna.
Margaretha Pålsson, 13 år från Mörtebo, anklagade knektänkan Kjerstin för att ha ridit med henne på Anders Jöransson till Blåkulla, där Kjerstin delat ut smörjehorn till barnen; Margaretha anklagade även Giölug Jönnsdotter i Mörtebo.
Sven Perssons son Pelle, 14 år, Säbyggeby, uppgav att hustru Karin i sockenstugan fört honom till Blåkulla, där han även sett hustru Chierstin, hustru Ingeborg och Giölug; han nämnde också att det fanns vita änglar i en änglakammare i Blåkulla, som uppmanade barnen att anmäla häxorna. Han angav fler personer. 
Jöns Larssons dotter Gjölug, 14 år, bekände att Lars Ers Karin hade fört henne till Blåkulla under påsken; hon hade ridit med andra barn på  en uppochnedvänd häst som låg vidöppen med en stång utmed buken, och att de i Blåkulla sett trollpackorna äta och dansa medan det rådde en stämning av lusta som under en bröllopsnatt. Barnen hade fått löpa gatlopp under fjärde natten för att de skvallrat för de vuxna om Blåkulla, och hon utpekade Per Jönsson, kyrkvärd i Gäveränge, som konung i Blåkulla, medan hans hustru var drottning.
Oluf Pers hustru Saras styvdotter Kersten i Ulfsta sade sig ha blivit bortförd av sin styvmor, men ångrade sig och sade att hon blivit tvingad och hoppades att gud skulle förlåta henne och skona hennes styvmor.
Barnen angav att Blåkulla låg i Axmar i Hamrånge. 

### Rättegång
Anna Nilsdotter, en gammal piga hos Hans Larsson i Murgården, bekände att hon fört 15 barn till Blåkulla och smorde in barnens armveck och fötter för att få med dem till Blåkulla, där hon kokat och tvättat kärlen, som var hennes uppgift; hon utpekade flank-Malin i Österby och Christin i Sjulsbo. 
Stor-Anna i Murgården utpekades av många barn för att ha fort bort dem och för att ha varit kokerska i Blåkulla, dit hon förde med sig värdefull säd, som hon kastade i elden i Blåkulla samtidigt som hon sjöng och dansade. Stor-Anna erkände 2 och 3 juni 1675 att hon fört fem barn till Blåkulla, där Per Jöns i Gäveränge var konung och dit hans hustru tog med sig deras döttrar; hon uppgav att hon lärt sig bli häxa av Kierstin Olofssons moders mor.
Lars tjänstepiga Ingeborg och Oluf Pers hustru Sara, 26 år, bad gud att upplysa barnens sinne att inte "ljuga livet av en oskyldig människa", och då rätten bad henne att bekänna få ett något lindrigare straff och hon svarade: ”I göra nu av mig vad i viljen, jag hoppas att själen skall bliva behållen hos min himmelske fader”. Rätten fängslade henne då hon inte kunde gråta. 
Tjänstepigan Ingeborg sa: ”att hennes hjärta är så stuppat, att hon intet gråta kan, ty satan haver tagit saftet utur hennes ögon men
hoppas, att han intet vidare med henne någon makt får”. Hon mindes inte hur många barn hon bortfört, men sade till slut att barnen talade sanning.   
Ingeborg och Sara befalldes att läsa trosbekännelsen, och då de inte kunde göra det på ett tillfredsställande sätt, fann rätten dem skyldiga. 
De åtalades antal växte när de personer som gripits som utpekade av barnen, i sin tur utpekade fler personer som medbrottslingar. 

### Domar
De anklagade som bekände skulle dömas och avrättas. De som inte bekände skulle utsättas för tortyr och känna av den pina som väntade dem i helvetet. De som bekände fick begravas norr om kyrkogården, eftersom de hade omvänt sig till gud. Ockelbo tillhörde den Gästriklands södra trolldomskommission. Kommissorialrätten kom till Ockelbo i slutet av mars 1675. Den hade då under februari och mars dömt och avrättat 27 personer: fyra i Valbo, fem i Hille och 18 i Hamrånge. Samtidigt hade fem personer avrättats i Gävle. 
Trolldomskommissionens ordförande Sparre skrev vid nyåret 1675: 
”Och är bemälte barnaförande icke någon dröm eller inbillning utan dem i själva verket vederfaren, eftersom trollpackornas bekännelser med barnens klagomål överens kommit hava, och de offentligen tillstått barnen på dem sagt sant”.
Av de 69 anklagade i Ockelbo dömdes 35 till döden. 14 av dessa bekände sig skyldiga, och avrättades till yxa och kyrkogård. De 21 som nekade blev dömda att halshuggas och därefter brännas på bål, men dessa domar upphävdes av Sparre och omvandlades till mildare straff. Nio i Ockelbo dömdes till Guds dom: vilket gudsprov som användes är okänt. Det var troligen det s.k. brödprovet, då den anklagade fick svälja en brödbit som man läst över: fastnade den i halsen var personen skyldig; eller nattvardsprovet, som gick ut på att man skulle läsa en påbjuden ramsa då man gick fram till bordet, och blev personen sjuk efteråt var man skyldig. 
Eftersom dokumentationen inte är bevarad, vet man inte namnen på vilka personer som mottog vilken dom i Ockelbo, endast antalen.  
Den 17 november 1675 anhöll Peder i Ockelbo om att hans avlidna mor skall få begravas på kyrkogården i Ockelbo. Hon var bosatt i Ockelbo 
och dömdes till fängelse, där hon snart avled. Pastor Tybelius ville inte ge sitt tillstånd utan föreslog att hon skulle begravas på familjens egen mark. 

### Sammanfattning och efterspel
69 personer ställdes inför rätta, 35 dömdes till döden (de som erkänt skulle slippa brännas, få nattvarden och begravas på kyrkogården), 23 fick ris, gatlopp och kyrkoplikt, medan 11 friades eller ställdes under "Guds dom" – av detta upphävde guvernör Sparre dödsdomarna över de 21 som inte bekänt, vilket resulterade i att bara 14 av de 69 avrättades.
Namnen på de personer som avrättades är okänt. Eftersom dokumentationen är bristfällig, har man endast bevarat antalet domar från processen i Ockelbo, inte namnet på vem som fick vilken dom.